# Marcus Forss
Marcus Forss, född 18 juni 1999 i Åbo, är en finländsk fotbollsspelare som spelar för Middlesbrough. 
Marcus Forss far är före detta fotbollsspelaren Tero Forss. Hans farfar var fotbollsspelaren Rainer Forss som spelade 18 matcher för Finland mellan 1951 och 1961.

## Klubbkarriär
Den 31 januari 2022 lånades Forss ut av Brentford till Hull City på ett låneavtal över resten av säsongen 2021/2022.
Den 28 juli 2022 värvades Forss av Middlesbrough, där han skrev på ett fyraårskontrakt.

## Landslagskarriär
Forss blev uttagen i Finlands landslag för första gången i november 2020.